# Il'ja Semikov
Il'ja Sergeevič Semikov (in russo Илья Сергеевич Семиков?; Ust'-Cil'ma, 22 ottobre 1993) è un fondista russo.

## Biografia
Attivo in gare FIS dal novembre del 2011, in Coppa del Mondo Semikov ha esordito il 22 gennaio 2017 a Ulricehamn (13º) e ha ottenuto il primo podio l'8 dicembre 2019 a Lillehammer (2º). Ai Mondiali di Oberstdorf 2021, sua prima presenza iridata si è classificato 15º nella 50 km; l'anno dopo ai XXIV Giochi olimpici invernali di Pechino 2022, sua prima presenza olimpica, si è piazzato 9º nella 15 km.

## Palmarès

### Coppa del Mondo
- Miglior piazzamento in classifica generale: 18º nel 2021
- 4 podi (tutti a squadre):
  - 2 secondi posti
  - 2 terzi posti